# Tamanduá (Uruguai)
Tamanduá és una entitat de població de l'Uruguai, ubicada al nord-est del departament d'Artigas. Limita a l'est amb el Brasil.
Es troba a 187 metres sobre el nivell del mar. Té una població aproximada de 100 habitants.